# Пентакварк
Пентаква́рки — группа составных субатомных частиц, состоящих из пяти кварков. Их существование было доказано с использованием Большого адронного коллайдера в июле 2015 года. Являются барионами, адронами, фермионами, резонансами. Порождают направление исследований в адронной спектроскопии — физику пентакварков.

## История
Возможность существования адронов, включающих больше кварков, чем минимально необходимо (три кварка или пара кварк-антикварк), была рассмотрена ещё авторами кварковой модели Гелл-Маном (в 1964 году) и Цвейгом. Модель барионов, состоящих из 4 кварков и 1 антикварка, была рассмотрена в конце 1970-х годов. Название «пентакварк» для этих частиц было предложено израильским физиком Хэрри (Цви) Липкиным (англ.) в 1987 году.
В 1997 году Дмитрий Дьяконов, Виктор Петров и Максим Поляков предложили теорию, предсказывающую существование пентакварков (экзотический антидекуплет) из лёгких кварков и их свойства. Экспериментально существование пентакварка в месте, предсказанном теорией 1997 года, возможно, было подтверждено в июле 2003 года Такаси Накано в эксперименте LEPS (Осакский университет, Япония), Кеном Хиксом на Национальном ускорителе имени Джефферсона (город Ньюпорт-Ньюс, штат Вирджиния). В этих экспериментах высокоэнергетичные гамма-кванты взаимодействовали с нейтроном, создавая мезон и пентакварк. Однако пентакварк существует в течение 10−20 секунд перед распадом на мезон и нейтрон.
Затем несколько других групп исследователей исследовали данные в определённых каналах и диапазонах энергий. В целом 12 групп сообщили о положительных сигналах пентакваркового состояния. Например, два эксперимента на ускорителе HERA, ZEUS и HERMES, и эксперимент СВД на ускорителе У-70 в Протвино заявили о наблюдении кандидатов в пентакварки со статистической значимостью от 4 до 8 стандартных отклонений.
Однако существование пентакварков подвергалось сомнению. Для того, чтобы внести в этот вопрос бо́льшую ясность, коллаборация CLAS провела эксперимент в лаборатории Джефферсона с целью обнаружить пентакварк. В ходе эксперимента учёные бомбардировали жидкий водород высокоэнергетичными протонами. Несмотря на то, что полученный объём данных в 10 раз превышал статистику, собранную немецкой группой SAPHIR, а результаты исследований были в 50 раз точнее, чем у немцев, американцам не удалось найти никаких следов пентакварков (хотя результаты первых экспериментов CLAS 2003 года показывали наличие пентакварков со статистической значимостью вплоть до 7 стандартных отклонений).
В конечном итоге, в большинстве экспериментов (например HERA-B, BaBar и Belle) на вопрос об обнаружении пентакварков был получен отрицательный ответ, опровергающий ранее полученные положительные результаты с малой статистикой. Тем не менее, в данных LEPS по-прежнему присутствуют узкие пики, которые могут быть интерпретированы как проявление пентакварков. В начале 2009 года LEPS опубликовал в журнале «Physical Review» статью, где утверждается, что сигнал от пентакваркового состояния с массой 1524 ± 4 МэВ/c² виден со статистической значимостью 5,1 стандартных отклонений. Эксперименты по поиску пентакварков продолжались.
14 июля 2015 года учёные из коллаборации LHCb сообщили об открытии пентакварков в результате столкновений протонов при энергиях до восьми тераэлектронвольт (при распаде лямбда-бариона) на Большом адронном коллайдере, пентакварки такого типа и в таком месте до того никто не предсказывал. Поиск пентакварков не был объектом эксперимента LHCb (который прежде всего предназначен для исследования асимметрии материи и антиматерии), и несомненное открытие пентакварков было описано представителем ЦЕРН как «случайность» и «нечто удивительное, что мы случайно нашли».
18 августа 2016 года LHCb подтвердила открытие пентакварка в статье в Nature. В статье указано, что за год данные были исследованы независимым от представлений о пентакварках образом и необходимость в объяснении результатов введением пентакварков на уровне статистической значимости около 10σ (стандартных отклонений).

## Свойства
Кварковый состав u, u, d, c, c. Всего было открыто одновременно 2 представителя группы: P
c(4450)+ и P
c(4380)+.
Массы у них 4450 МэВ и 4380 МэВ соответственно,
ширина распада 40 МэВ и 200 МэВ, спин 5/2 и 3/2,
чётность + и −.
В результате проверки диаграммой Аргана про P
c(4380)+ есть сомнения, частица ли это, про второй таких сомнений нет. Теоретического описания найденных частиц нет. Это могут быть или «адронные молекулы», образуемые протоном и J/ψ мезоном, или настоящее пятикварковое состояние: структура дикварк + дикварк + антикварк, дикварк + трикварк и другие..